# Collaret

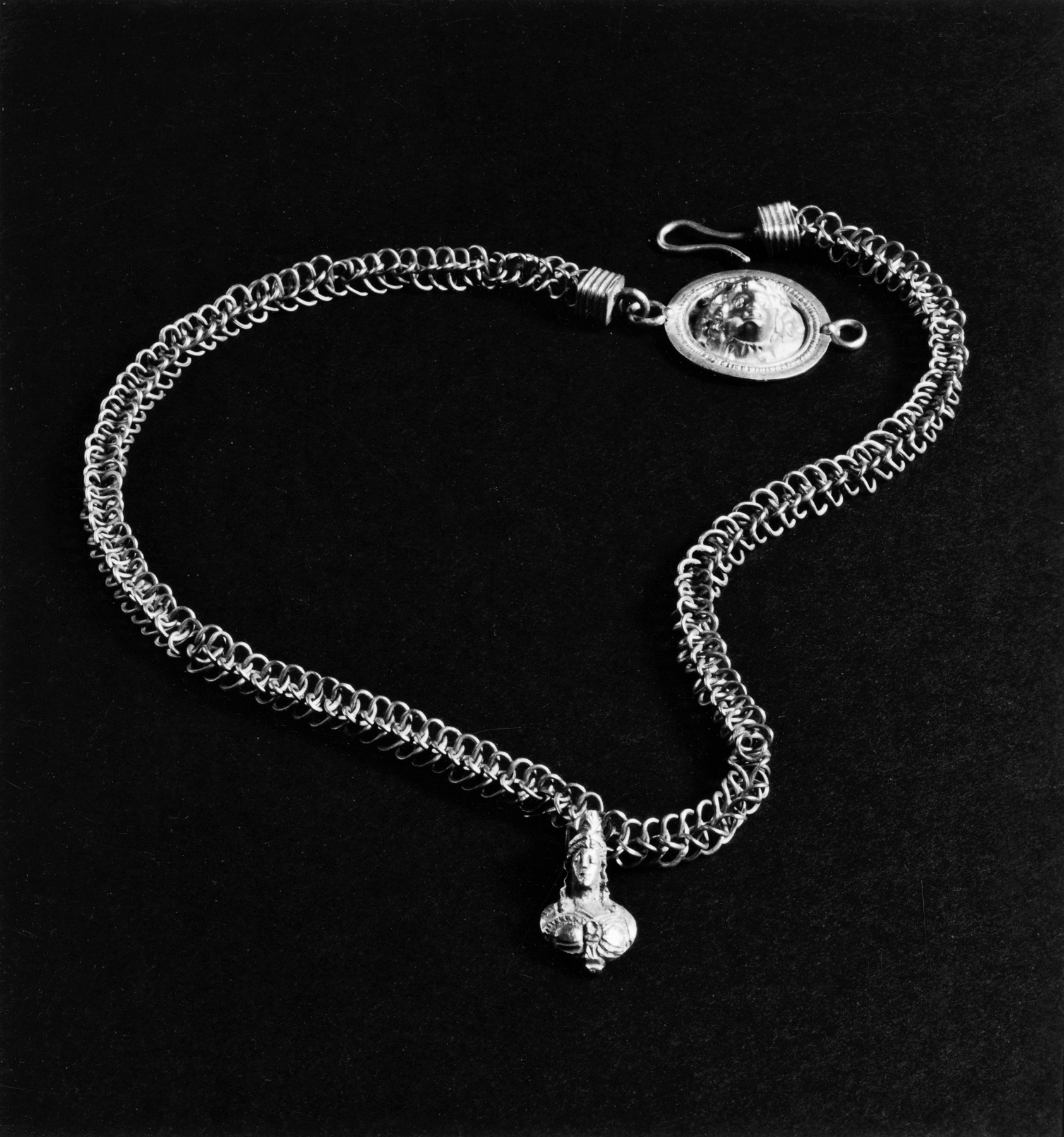
Collaret romà.

Un collaret és una joia que es penja al coll, d'on prové el seu nom, formant un cercle, del qual poden penjar altres ornaments o no.
És una de les peces de bijuteria més antigues, ja que s'han trobat collarets de 75.000 anys d'antiguitat. És un complement que s'ha usat per part d'homes i dones, si bé és més freqüent al llarg de la història entre aquestes. Segons com pengi i la seva llargària, el collaret rep diversos noms. El de gos és el que va cenyit a la pell a la base del coll; mentre que el collaret llarg o de princesa descendeix per sobre el pit i va més flonjo. El collaret egipci no té ornaments a la part del darrere i es col·loca sobre la roba com un tancament d'aquesta mentre que es diu cadena del collaret de longitud intermèdia que pot servir de suport per a altres joies, penjolls protectors o símbols, com la creu.